# 어트랴딩 군데그마
어트랴딩 군데그마(몽골어: Отрядын Гүндэгмаа, 1978년 5월 23일~)는 몽골의 사격 선수로 주 종목은 권총 사격이다. 올림픽에 7회(1996, 2000, 2004 2008, 2012, 2016, 2020)에 참가했으며 2008년 올림픽에서 25m 권총 은메달을 획득했다. 메달을 획득하기 전까지 가장 좋은 성적은 1996년 대회 때 거두었으며 25m 권총 종목에서 5위를 차지했다.

## 개인사
몽골 국가대표 유도 선수인 하시바타링 차강바타르와 결혼했다.

## 기록
| 올림픽 성적  | 올림픽 성적   | 올림픽 성적  | 올림픽 성적   | 올림픽 성적    |
| 종목         | 1996          | 2000         | 2004          | 2008           |
| ------------ | ------------- | ------------ | ------------- | -------------- |
| 25m 권총     | 5위 580+101.3 | 6위 581+99.9 | 6위 583+100.4 | 은 · 590+102.2 |
| 10m 공기권총 | 30위 372      | 9위 382      | 16위 380      | 12위 382       |